# بيسايا الوسطى
بيسايا الوسطى هي منطقة في الفلبين، تقع في بيسايا، بلغ عدد سكانها 5,513,514 نسمة وذلك حسب إحصائيات سنة 2010، عاصمتها مدينة سيبو، تبلغ مساحتها 10,510.13 كيلومتر مربع، و15,895.66 كيلومتر مربع.

## التقسيمات الإدارية
- بوهول
- سيبو
- سيكيخور
- مدينة سيبو
- لابو لابو
- مانداوي
- أورينتال نيغروس.

### الجزر الصغيرة فيها
- مالاباسكوا (Malapascua) شمال جزيرة سيبو، تشتهر بالغوص.
- بانتايان (Bantayan) شمال غرب سيبو.
- كاموتس (Camotes Islands) شرق سيبو.
- أبورجوسا (Apo Island) جزيرة بركانية صغيرة، شهيرة بالغوص، قرب نيغروس أورينتال.
- سومانجونغ (Sumilon) جزيرة خاصة صغيرة قبالة ساحل جنوب سيبو.
- بانغلاو (Panglao) قرب بوهول، شهيرة بالشواطئ والغوص.
- بالكاساغ (Balicasag) جزيرة شعاب مرجانية غرب بانغلاو.
- هيملوجان (Himokilan) قرب خليج ليتي، تتبع نيغروس أورينتال.
- لابو-لابو (جزء من ماكتان) شبه جزيرة/جزيرة مجاورة لسيبو.